# Gigors
Gigors es una comuna francesa situada en el departamento de Alpes de Alta Provenza, en la región de Provenza-Alpes-Costa Azul.

## Demografía
| 38 | 29 | 34 | 37 | 39 | 41 | 59 |
| Para los censos de 1962 a 1999 la población legal corresponde a la población sin duplicidades (Fuente: INSEE [Consultar]) |    |    |    |    |    |    |